# Carlos Quintanilla Quiroga
Carlos Quintanilla Quiroga (Cochabamba, 22 de enero de 1888 - Cochabamba, 8 de junio de 1964) fue un militar y político boliviano. Ocupó la presidencia de Bolivia de facto desde el 23 de agosto de 1939 hasta el 15 de abril de 1940.

## Biografía
Carlos Quintanilla nació el 22 de enero de 1888 en la ciudad de Cochabamba. Fue hijo de Genaro Quintanilla y Carlota Quiroga. Carlos comenzó sus estudios escolares en 1894, saliendo bachiller el año 1906 de su ciudad natal. En 1907, se trasladó a vivir a la ciudad de La Paz para continuar con sus estudios profesionales, ingresando al Colegio Militar del Ejército (COLMIL). Egresó con el grado de subteniente de ejército el año 1911 a sus 23 años de edad.
Durante su carrera militar, Carlos Quintanilla viajó en 1912 al entonces Imperio Alemán para estudiar y especializarse en el 81.º Regimiento de Frankfurt en el ejército alemán. Tuvo que retornar a Bolivia en 1914 debido al comienzo de la Primera Guerra Mundial (1914-1918) que había estallado en Europa durante ese mismo año.
Ya en Bolivia, Quintanilla fue instructor (profesor) en el Colegio Militar del Ejército (COLMIL). El año 1915 ascendió al grado de teniente. Fue también por un breve tiempo edecán (escolta y ayudante) del Presidente de Bolivia de aquel entonces Ismael Montes Gamboa.
El año 1916, ascendió al grado de teniente. En 1920 ascendió al grado de capitán. En 1922, Carlos Quintanilla viajó otra vez a Alemania donde continuo con sus estudios en V División de Infantería en Grafenwöhr del ejército alemán. En 1923 ascendió al grado de mayor, pero ese mismo año, mientras se encontraba estudiando en el exterior, el presidente Bautista Saavedra Mallea lo dio de baja en Bolivia, retirándole definitivamente del ejército boliviano.
En 1926, el presidente Hernando Siles Reyes reincorporó nuevamente a Carlos Quintanilla al ejército boliviano con el grado de teniente coronel y lo designó adjunto militar de Bolivia en Alemania.
Quintanilla, retornó a Bolivia el año 1926 y el presidente Hernado Siles lo nombró su edecán personal (escolta y ayudante).
En 1927, fue destinado como comandante del Regimiento de Infantería 3 "Perez", ubicado en la ciudad de Potosí y en 1928 como comandante del regimiento de Infantería 4 "Loa". En 1929 ascendió al grado de coronel. Ese mismo año fue nombrado comandante de la Cuarta División del Ejército de Bolivia en el Chaco. Ya durante esa etapa, Quintanilla elevó un informe general a sus superiores, alertando sobre la situación del país y del ejército, que desestimaba una posible guerra y prevenía contrastes.
En 1930, el presidente Carlos Blanco Galindo, nombró a Carlos Quintanilla otra vez en el cargo "agregado militar" de Bolivia en Alemania. Como agregado, Quintanilla tuvo a su cargo diferentes misiones en varios países europeos hasta 1931.
Retornó nuevamente a Bolivia el año 1931 y pasó a comandar la Primera División del Ejército de Bolivia además de ser también Subjefe del Estado Mayor General.
Como comandante del Primer Cuerpo de Ejército boliviano dirigió las operaciones en el sudeste chaqueño desde fines de julio hasta comienzos de octubre de 1932.
Durante la Guerra del Chaco,  Quintanilla fue destituido por el presidente Daniel Salamanca Urey luego de la batalla de Boquerón. A fines del año 1934 volvió al frente, participando en la Batalla de Villamontes, en la fase final de la Guerra del Chaco.
Falleció el 8 de junio de 1964 a los 76 años en Cochabamba, Bolivia

## Guerra del Chaco
En julio de 1932, ante la renuncia del general Filiberto Osorio como Jefe de Estado Mayor del ejército boliviano, el presidente Daniel Salamanca convocó al general Quintanilla para reemplazarlo. Sin embargo, Osorio y Quintanilla llegaron a un acuerdo previo y propusieron a Salamanca que Osorio retiraría su renuncia permaneciendo en ese puesto y Quintanilla se haría cargo del comando de las fuerzas bolivianas en el sudeste chaqueño. Salamanca comentó más tarde: "Tuve la debilidad de aceptarlo". El 25 de julio Carlos Quintanilla fue nombrado comandante del Primer Cuerpo de Ejército integrado por las Divisiones 4.ª y 7.ª con asiento en el fortín Muñoz. Bajo su mando, a fines de julio, puso en marcha la ocupación de los fortines paraguayos Corrales, Toledo y Boquerón. Más tarde solicitó la autorización para ocupar Nanawa, la que le fue denegada por el propio Salamanca.

"Así Quintanilla, el General de las Represalias, movido un tanto por la orden presidencial y más por sus ansias locas por popularizarse [...] obteniendo triunfos baratos sobre el Paraguay, indirectamente cooperó [...] para precipitar al inerme pueblo boliviano a la vorágine del Chaco". Teniente coronel boliviano Tabera (1979, p. 54)

### Batalla de Boquerón
El 9 de septiembre de 1932, Quintanilla se encontró sorpresivamente frente a la primera ofensiva paraguaya dirigida por el teniente coronel José Félix Estigarribia, un oficial de su misma edad, con inferior rango pero superior capacitación profesional y experiencia. El fehaciente aviso que había recibido días antes de su amigo Alemán, comerciante de Formosa (Argentina), de que los paraguayos atacarían con 6000 hombres, y que él rechazó por imposible, se confirmó con creces. Salamanca lo había elegido por ser un "buen administrador" no por sus cualidades como táctico o estratega. Y pese a que Salamanca había nombrado al teniente coronel David Toro para que lo secundara como jefe de Estado Mayor y organizara la movilización de tropas hacia el sudeste chaqueño, ambos quedaron paralizados y se negaron a reconocer lo evidente: que la acción enemiga era una guerra a gran escala.

"El mayor logro del general Quintanilla fue desistir de tomar ninguna decisión estratégica importante. Su aparente petrificación ante la responsabilidad del Comando provocó la pérdida de Boquerón y la virtual inmovilidad de las tropas bolivianas en el frente durante todo el mes de septiembre [...] al parecer, Quintanilla no se levantaba de la cama hasta mediodía cuando supo que el enemigo lo estaba atacando." Dunkerley (1987, p. 229)

El día 27 de septiembre de 1932, dos días antes de la caída de Boquerón, se reunieron en Muñoz siete generales para encontrar una solución a la grave situación táctica y estratégica a la que los había llevado el teniente coronel José Félix Estigarribia, comandante de las fuerzas paraguayas. En un momento dado Quintanilla se dirigió a Bernardino Bilbao Rioja con su acostumbrado modo violento de tratar a sus subordinados. Bilbao Rioja terminó la discusión sacando una pistola y apoyándola sobre la frente de Quintanilla.
Tras la caída de Boquerón y los fortines aledaños y la posterior retirada hacia Arce fue destituido juntamente con Osorio. Previamente, por sugerencia de Toro, había proclamado por radio que el responsable de lo ocurrido era el presidente Salamanca y que las divisiones a su cargo se oponían a la destitución de Osorio, lo que en tiempos de guerra le hubiera correspondido penas gravísimas por amotinamiento frente al enemigo.

## Elecciones

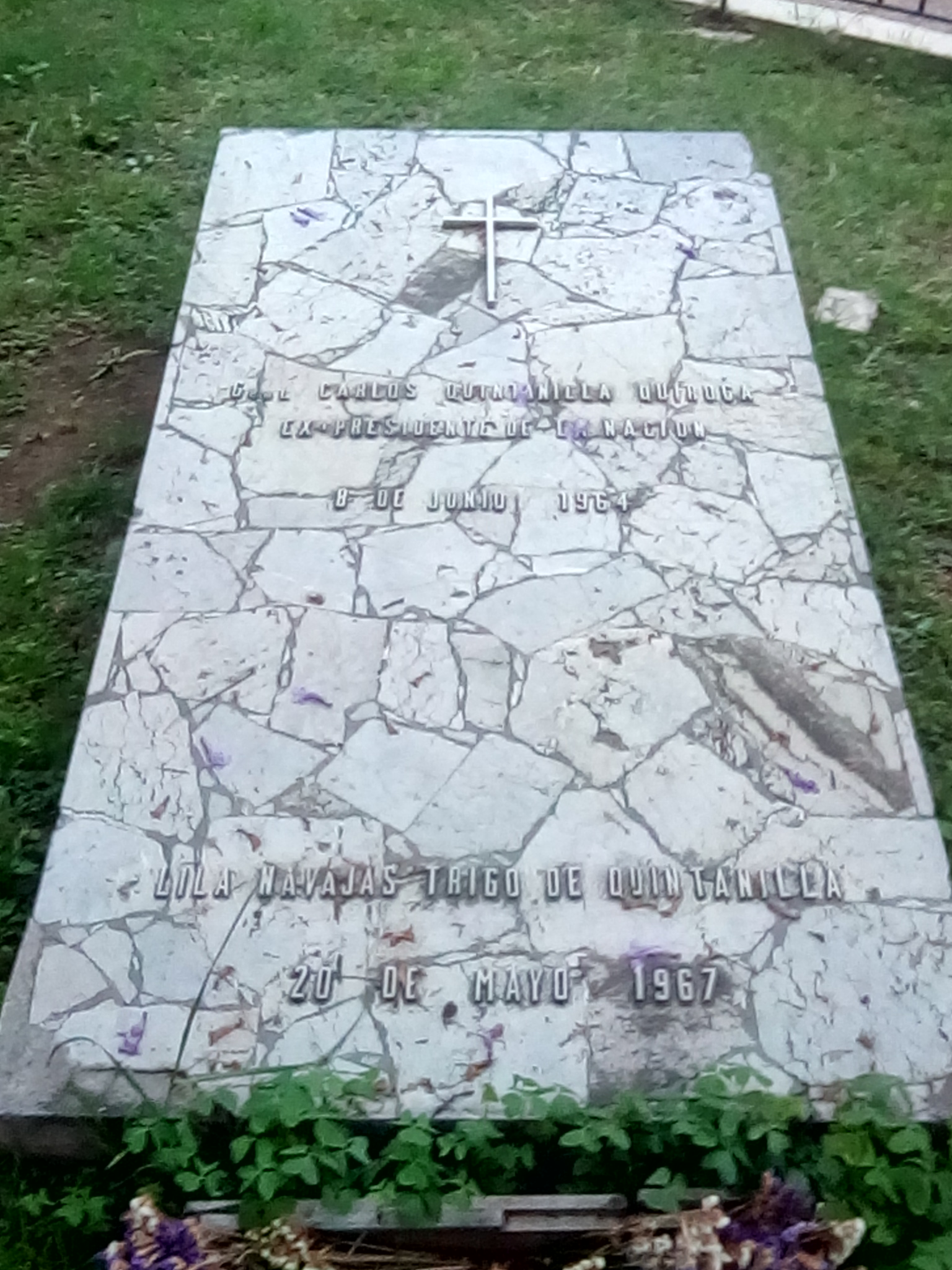
Restos enterrados en el cementerio general Departamento de Cochabamba

Terminada la guerra del Chaco fue nombrado Comandante en Jefe de las fuerzas armadas durante la administración de Germán Busch Becerra. Cuando el presidente Busch se suicidó, el 23 de agosto de 1939, conjuntamente con un grupo de militares, Quintanilla ocupó el poder.
Respaldado por sectores de la alta jerarquía militar anuló al asumir el Decreto-Ley del 7 de junio de 1938 que obligaba al grupo de la baronía del estaño a depositar las divisas extranjeras producto de las exportaciones en el Banco Central de Bolivia. Para legitimar el retorno democrático convocó a elecciones generales dentro del sistema del voto calificado y censatario. Los partidos de la oligarquía se unieron creando la denominada Concordancia que a través de una elección que consagró al general Peñaranda como presidente constitucional.
El general Enrique Peñaranda (a quien Salamanca había mantenido en el cargo de comandante de las fuerzas bolivianas en la guerra del Chaco porque no hacia sombra a nadie) fue la persona ideal para que nuevamente la oligarquía minero feudal llegara al gobierno.
En 1940 el general Quintanilla abandonó el Palacio Quemado y se trasladó a Roma, Italia en donde sirvió como embajador de Bolivia ante la Santa Sede. Poco después se retiró a la vida privada.

### Últimos años y fallecimiento
Carlos Quintanilla Quiroga falleció el 8 de junio de 1964 en la ciudad de Cochabamba, a sus 76 años de edad.

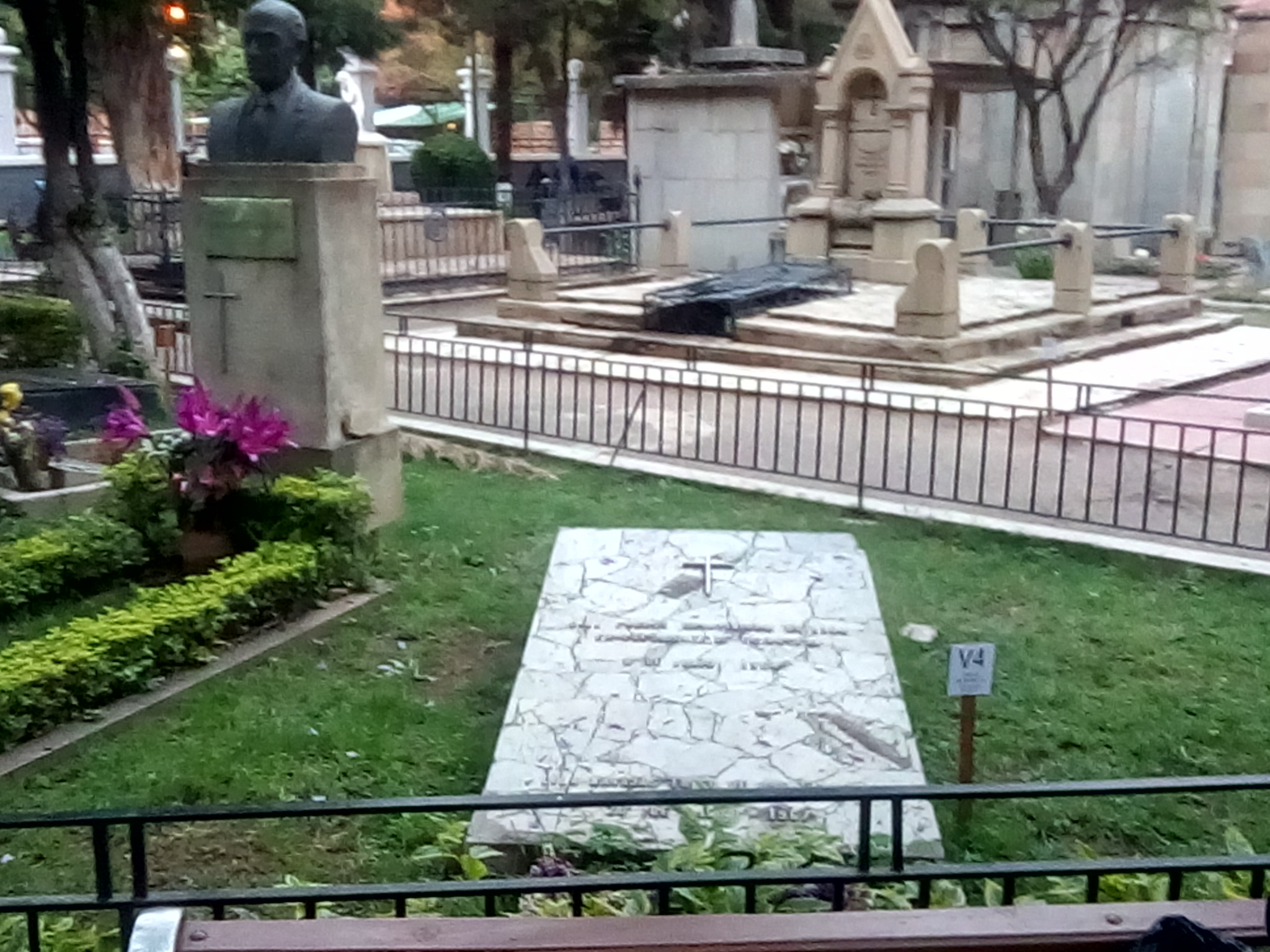
Restos enterrados en el cementerio general Cementerio General de Cochabamba

## Datos estadísticos

### Demografía
| Población de Bolivia durante el gobierno de Carlos Quintanilla | Población de Bolivia durante el gobierno de Carlos Quintanilla |
| Año                                                            | Habitantes                                                     |
| -------------------------------------------------------------- | -------------------------------------------------------------- |
| 1939                                                           | 2 497 868                                                      |
| 1940                                                           | 2 516 622                                                      |